# Carlos Artagnan Petit
Carlos Artagnan Petit, né le 2 février 1913 en Argentine où il est mort le 18 mars 1993, est un metteur en scène, comédien et scénariste argentin. Son épouse Pety Petcoff est costumière, actrice, danseuse et comédienne de théâtre et de cinéma argentin.
Carlos Artagnan Petit commence sa carrière de comédien au théâtre Maipo pendant quelques années. L'auteur et producteur prend la direction du teatro El Nacional de Buenos Aires. Il embauche la comédienne Nélida Roca, et s'associe avec Adolfo Stray. Il rémunère les artistes sur pourcentage du nombre total d'interventions (nouveauté commerciale audacieuse que le Théâtre Maipo est obligé de l'adopter à contrecœur).

## Filmographie

### Scénariste
- Los muchachos de mi barrio (1970)
- El gordo Villanueva (1964)
- El que con niños se acuesta (1959)
- Las apariencias engañan (1958)
- La despedida ou Que me toquen las golondrinas (1957)
- Estrellas de Buenos Aires (1956)
- Cuando los duendes cazan perdices (1955)
- El millonario (1955)
- Pobre pero honrado (1955)
- Vida nocturn (1955)
- Casada y señorita (1954)
- La casa grande (1953)
- Los sobrinos del Zorro (1952)
- Ésta es mi vida (1952)
- Locuras, tiros y mambo (1951)
- Una cubana en España (1951)
- Buenos Aires, mi tierra querida (1951)
- La vida color de rosa (1951)
- Con la música en el alma (1951)
- A La Habana me voy (1951)
- La mujer del león (1951)
- El Zorro pierde el pelo (1950)
- Buenos Aires a la vista (1950)
- El seductor (1950)
- La barra de la esquina (1950)
- Piantadino (1950)
- Alma de bohemio (1949)
- Un nuevo amanecer (1942)
- Yo conocí a esa mujer (1942)
- Cada hogar un mundo (1942)

### Acteur
- Los ojazos de mi negra (1940)